# Abonnement

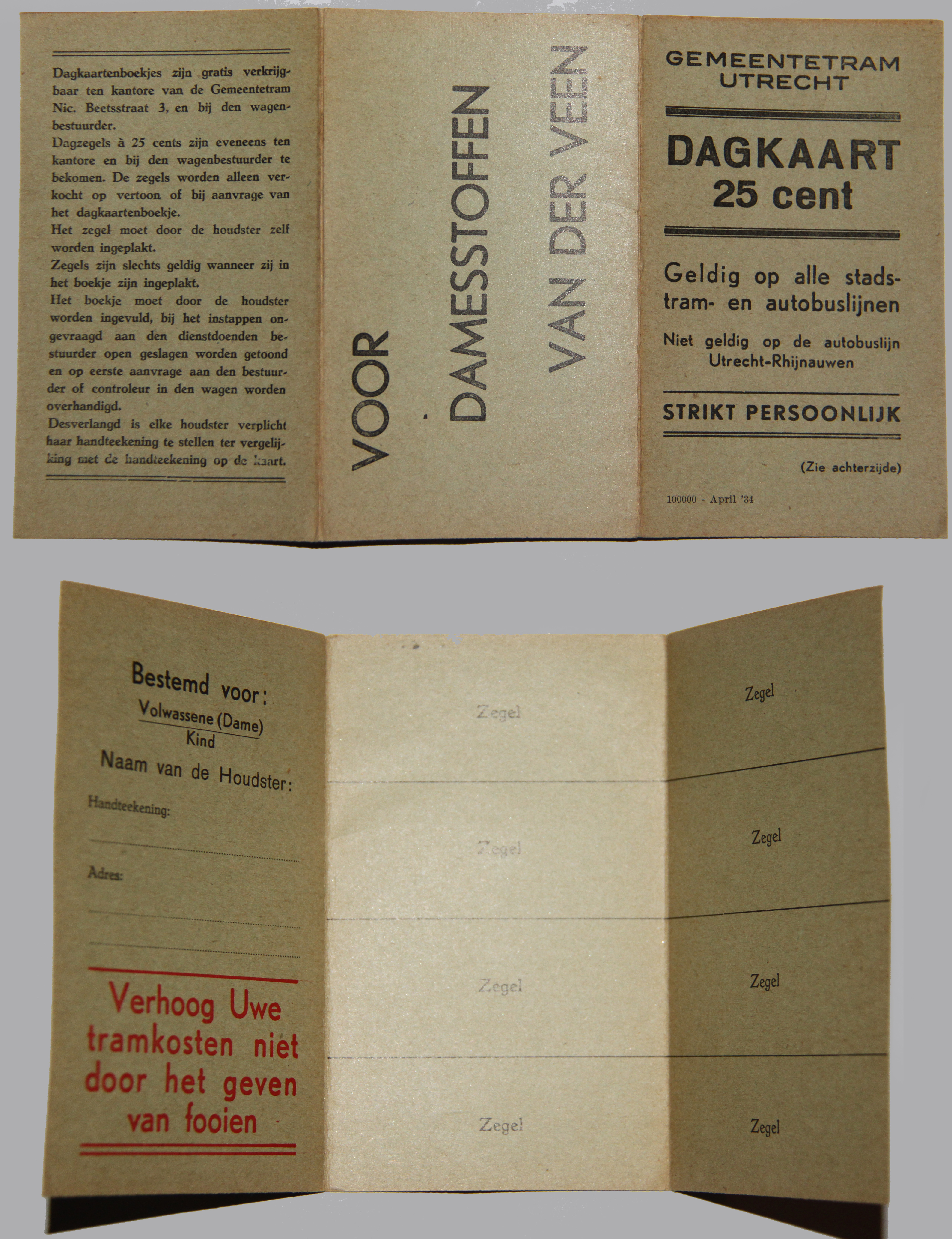
Dagkaartenboekje Gemeentetram Utrecht, 1934

Een abonnement is een overeenkomst tussen een leverancier van een bepaald product of dienst en een afnemer daarvan, de abonnee. Een bepaald product of dienst wordt periodiek geleverd, vaak in ruil voor betaling door de abonnee. In het openbaar vervoer wordt een abonnement ook wel een propositie genoemd. Een abonnement voor een sportstadion heet seizoenskaart, wat in het Engels ook de naam is voor een abonnement voor het openbaar vervoer (season ticket). 

## Soorten
Voorbeelden waarvoor een abonnement kan worden afgesloten:
- Publicaties: krant, tijdschrift, leesmap
- Diensten: openbaar vervoer, telefonie, internet, betaaltelevisie, en sedert de jaren 2010 ook sociale media.
- Toegang: zwembad, museum of meerdere musea (museumpas), dierentuin, attractiepark, bioscoopketen

Een abonnement op een papieren krant of tijdschrift geeft recht op één exemplaar van iedere uitgave. Dat wordt dan meestal thuis bezorgd.
Veel andere abonnementen geven recht op onbeperkt gebruik (zolang het abonnement duurt), uiteraard binnen de grenzen van wat in totaal wordt aangeboden.
Wanneer het aanbod zodanig beperkt is dat een typische consument van het volledige aanbod gebruik wil maken dan vervalt bovenstaand onderscheid. Dit kan het geval zijn bij een abonnement op een serie films of concerten, enzovoorts. Dit in tegenstelling tot bijvoorbeeld een abonnement op een dierentuin: maar weinigen zullen elke dag de volledige openingstijden benutten.
Lidmaatschap van een boekenclub kan neerkomen op een soort abonnement op boeken, waarbij men minstens met een bepaalde frequentie, bijvoorbeeld eens per kwartaal, een boek naar keuze koopt. Tegenover die verplichting staat dan bijvoorbeeld het voordeel van een gereduceerde prijs.
Soms mag men met een toegangsbewijs voor een museum, dierentuin, attractiepark, zwembad, sauna, enzovoorts, weggaan en dezelfde dag weer terugkomen met hetzelfde toegangsbewijs. Het toegangsbewijs is dan te beschouwen als een dagabonnement; soms krijgt men een stempel op zijn hand om te voorkomen dat een ander aan wie het toegangsbewijs wordt doorgegeven het kan gebruiken.
In het openbaar vervoer is een abonnement, ook wel een propositie, het reisrecht dat bestaat uit een recht op vrij reizen of korting, veelal afhankelijk van de dag en de tijd. Voorbeelden van abonnementen zijn Dal Vrij, Traject Vrij, het sterabonnement en het Voordeelurenabonnement.
Een abonnement voor een dag heet een dagkaart.

### Huurabonnement
Bijvoorbeeld bibliotheken hebben abonnementen om voor een vast bedrag per jaar onbeperkt boeken te lenen. Er is alleen een beperking van het aantal boeken dat men tegelijk te leen heeft.

## Invloed
Een abonnement is in principe een overeenkomst waaraan beide partijen voordeel kunnen behalen. De leverancier heeft de garantie van afzet tegen een vooraf bepaalde prijs. Ook zijn veel abonnementen er op gericht om de afzet te verhogen. Zo is een abonnement op een boekenclub voor de leverancier gunstig omdat de abonnee dan in elk geval één keer per periode een boek aanschaft.
De afnemer of abonnee heeft doorgaans het voordeel dat deze prijs lager is dan de prijs voor een niet abonnee. Sommige abonnementen kennen niet zozeer een prijsvoordeel als eerste reden om het abonnement af te sluiten, maar garanderen bijvoorbeeld beschikbaarheid bij schaarse goederen. In andere gevallen is een abonnement een noodzakelijke voorwaarde, bijvoorbeeld bij toegang tot een exclusieve club of tot het thuisbezorgd krijgen van een bepaald goed zoals een krant.
Meestal kiest men vooraf of een abonnement voordeel biedt of men losse prijzen gaat betalen. In sommige gevallen hoeft men niet vooraf te kiezen, maar wordt achteraf bepaald wat het voordeligst is, zie dagkaart. De leverancier mist dan de garantie van afzet vooraf.

## Abonnementsduur en opzegging

### Nederland
De Nederlandse Wet van 26 november 2010, houdende wijziging van Boek 2 en Boek 6 van het Burgerlijk Wetboek (stilzwijgende verlenging en opzegtermijn bij lidmaatschappen, abonnementen en overige overeenkomsten), ook de Wet Van Dam genoemd, is per 1 december 2011 ingegaan. De wet vergroot de rechten van consumenten ten aanzien van opzegging.
De term abonnement wordt in de wet niet genoemd, de gebruikte formulering is "overeenkomst tot het geregeld afleveren van zaken, elektriciteit daaronder begrepen, of tot het geregeld doen van verrichtingen". Bij sommige bepalingen wordt onderscheid gemaakt tussen "geregeld afleveren van dag-, nieuws- en weekbladen en tijdschriften" (hieronder "blad(en)") en andere abonnementen. Voor het opzeggen van een lidmaatschap gelden minder strenge eisen waar de voorwaarden aan moeten voldoen, een lid geniet dus minder bescherming dan een abonnee, ook al is in de praktijk een lidmaatschap soms vergelijkbaar met een abonnement. De bepalingen gelden niet voor huur, verzekering of financiële producten zoals spaardeposito's (die soms ook stilzwijgend verlengd worden).
Artikel 236 van Boek 6 van het Burgerlijk Wetboek bevat de zogenaamde "zwarte lijst" van bedingen in algemene voorwaarden die als onredelijk bezwarend worden aangemerkt bij een overeenkomst tussen een gebruiker (degene die algemene voorwaarden in een overeenkomst gebruikt: de aanbieder) en een wederpartij, natuurlijk persoon, die niet handelt in de uitoefening van een beroep of bedrijf (de abonnee). Het gaat onder meer om de volgende bedingen:
j. een beding dat, bij een ander abonnement dan op een blad, leidt tot stilzwijgende verlenging of vernieuwing in een overeenkomst voor bepaalde duur, dan wel tot een stilzwijgende voortzetting in een overeenkomst voor onbepaalde duur zonder dat de wederpartij de bevoegdheid heeft om de voortgezette overeenkomst te allen tijde op te zeggen met een opzegtermijn van ten hoogste een maand;
o. een beding dat de bevoegdheid van de wederpartij om de overeenkomst, die mondeling, schriftelijk of langs elektronische weg tot stand is gekomen, op een overeenkomstige wijze op te zeggen, uitsluit of beperkt;
p. een beding dat bij een abonnement op een blad leidt tot een stilzwijgende verlenging of vernieuwing van de overeenkomst met een duur die langer is dan drie maanden, dan wel tot een stilzwijgende verlenging of vernieuwing van de overeenkomst met een duur van ten hoogste drie maanden zonder dat de wederpartij de bevoegdheid heeft om de overeenkomst telkens tegen het einde van de duur van de verlenging of de vernieuwing op te zeggen met een opzegtermijn van ten hoogste een maand;
q. een beding dat bij een abonnement op een blad leidt tot een stilzwijgende voortzetting in een overeenkomst voor onbepaalde duur zonder dat de wederpartij de bevoegdheid heeft om de voortgezette overeenkomst te allen tijde op te zeggen met een opzegtermijn van ten hoogste een maand of, als het blad minder dan eenmaal per maand verschijnt, met een opzegtermijn van ten hoogste drie maanden;
r. een beding dat de wederpartij verplicht de verklaring tot opzegging van een overeenkomst als bedoeld onder j of p respectievelijk q te laten plaatsvinden op een bepaald moment;
s. een beding dat in geval van een proefabonnement op een blad leidt tot voortzetting van de overeenkomst.
Artikel 237 bevat de zogenaamde "grijze lijst" van bedingen in de algemene voorwaarden geldend bij een overeenkomst als boven waarvan wordt vermoed dat ze onredelijk bezwarend zijn. Onderdeel k betreft een beding dat een duur bepaalt van meer dan een jaar, tenzij de wederpartij na een jaar de bevoegdheid heeft de overeenkomst te allen tijde op te zeggen met een opzegtermijn van ten hoogste een maand (was: een jaar).
Omdat het hier gaat om de "grijze lijst" en niet om de "zwarte lijst" kan zo'n beding wel toegepast worden als het niet onredelijk bezwarend is. Als bijvoorbeeld een tweejarig abonnement voor een mobiele telefoon wordt aangeboden waarbij men een duur toestel cadeau krijgt of tegen een sterk gereduceerd tarief dan zal het normaal gesproken niet worden gekenmerkt als onredelijk bezwarend als men het niet per eerdere datum kan opzeggen.
Indien een aanbieder de consument vooruit laat betalen, zal deze de consument de te veel betaalde bedragen moeten terugstorten indien de consument van zijn recht gebruikmaakt de overeenkomst op te zeggen.

#### Overgangsrecht
De wetswijziging voorziet niet expliciet in overgangsrecht. Artikel 191 van de Overgangswet nieuw Burgerlijk Wetboek bepaalt echter dat Afdeling 3 van titel 5 van Boek 6 op algemene voorwaarden die op het tijdstip van het in werking treden van de wet reeds door een partij in haar overeenkomsten worden gebruikt, van toepassing is nadat een jaar na dit tijdstip is verstreken.

#### Opzegging met blijvende consequenties
Sommige abonnementen en verzekeringen zijn voor nieuwe klanten (waaronder ook klanten die opgezegd hebben) uit het assortiment verwijderd, maar kunnen voor bestaande abonnees/verzekerden nog wel steeds gecontinueerd worden. Voorbeelden zijn sommige abonnementen van NS. Voor opzeggingen geldt geen herroepingsrecht. Wijziging van een abonnement in één handeling geldt soms als opzegging van het ene abonnement en het aangaan van het andere. Een eventueel herroepingsrecht geldt ook dan niet voor de opzegging.

## Gratis abonnement
Een gratis abonnement kan voorkomen bij een PR-blad of mogelijk gemaakt worden door reclame. Een gratis elektronisch abonnement kan onderdeel zijn van de functionaliteit van een website, bijvoorbeeld een abonnement op een YouTube-kanaal.